# 朱音𡑠
南渭榮順王朱音𡑠（1438年—1492年），明朝第一代南渭王，明太祖曾孙，岷恭王朱徽煣庶二子。

## 生平
正统三年（1438年）出生，景泰三年（1452年）获封镇国将军，景泰五年（1454年）五月，因父亲朱徽煣晋封为岷王而获封南渭王，并册封南城兵马副指挥李玄之女李氏为王妃，生长子朱膺䥯。天顺四年（1460年），朝廷册封南城兵马指挥胡斌之女为其继妃，但在其册封典礼上，礼部官员因出现失误而遭明英宗治罪下狱。
成化十年（1474年），朝廷下诏令朱音𡑠迁居于永州府，但因为府第建造工程停滞，朱音𡑠并未立即迁往永州府，而延至成化十五年（1479年）迁至。王府位于零陵故太平门内千秋岭下。
南渭长子朱膺䥯性情凶残无道，时常与父亲的宫人私通，又戕害弟弟镇国将军朱膺鈔，虐杀无辜，但朱音𡑠仅让朱膺鈔住于别所，并未对朱膺䥯严加管教，其后朱膺䥯更变本加厉，杀死朱膺鈔生母，并逼迫朱膺鈔妻赵氏自杀，朱膺鈔则被迫出逃至永州府告发朱膺䥯，最终，朱膺䥯被废为庶人，送凤阳高墙安置。而朱音𡑠及朱膺鈔则各自因为管教不严及奏报不实而被减禄米三分之一。
1492年，朱音𡑠逝世，时年55岁，谥号榮順，其陵墓位于零陵城北门外干塘岭。庶次子朱膺鉙以鎮國將軍奏准管理府事，因事并未袭封王位，三十二年后其孙朱彥濱就南渭王嗣位。

## 家庭

### 妾
- 蔡氏，生朱膺鉙[8]

### 子孫
- 庶人朱膺䥯
  - 庶人朱彦淤，弘治元年九月癸未赐名。[9]
    - 朱譽梡[10]
- 镇国将军朱膺鉙，正德十二年卒。後子朱彥濱襲封，追封諡懷簡王。
  - 南渭安和王朱彥濱
  - 镇国将军朱彦湝，弘治元年九月癸未赐名。[9]
  - 镇国将军朱彦渤，弘治元年九月癸未赐名。[9]
- 镇国将军朱膺鉵，成化五年七月己酉赐名。[11][12]
- 镇国将军朱膺鈔，成化五年七月己酉赐名。[11]
  - 朱彦沭，弘治元年九月癸未赐名。[9]
  - 朱彦沖，弘治六年己未赐名。[13]
- 镇国将军朱膺錪
  - 朱彦泞[9]
  - 朱彦淑，弘治六年己未赐名。[13]